# Công chúa Ba Tư
Công chúa Ba Tư hay Xác ướp Ba Tư là xác ướp của một công chúa Ba Tư được cho là xuất hiện ở Baluchistan thuộc Pakistan vào tháng 10 năm 2000. Sau khi được chú ý và điều tra sâu hơn, xác ướp được chứng minh là giả mạo khảo cổ và có thể là một nạn nhân bị giết.
Theo kết quả khám nghiệm tử thi, cô mới khoảng 21 - 25 tuổi, có phần xương hộp sọ và cột sống bị tổn thương nghiêm trọng. Hung thủ có khả năng đã giết cô bằng vật cùn rồi giả làm xác ướp cổ đại, rao bán lấy tiền. Ngoài ra, cô cũng có thể đã bị giết và phi tang trước; sau đó lại bị kẻ khác đào lên, biến thành xác ướp. Việc xác định niên đại khối phổ gia tốc sau đó cũng xác nhận tình trạng của xác ướp là đồ giả hiện đại.

## Phát hiện
Xác ướp được tìm thấy vào ngày 19 tháng 10 năm 2000. Các nhà chức trách Pakistan đã được cảnh báo về một đoạn băng ghi hình do Ali Aqbar ghi lại, trong đó anh ta tuyên bố có một xác ướp để bán. Khi bị cảnh sát thẩm vấn, Aqbar nói cho họ biết vị trí xác ướp; tại nhà của thủ lĩnh bộ lạc Wali Mohammed Reeki ở Kharan, Baluchistan gần biên giới Afghanistan. Reeki tuyên bố rằng anh đã nhận được xác ướp từ một người Iran tên là Sharif Shah Bakhi, người đã nói rằng anh đã tìm thấy nó sau một trận động đất gần Quetta. Xác ướp đã được rao bán trên thị trường cổ vật đen với giá 600 triệu rupee, tương đương 11 triệu đô la Mỹ. Reeki và Aqbar bị buộc tội vi phạm Đạo luật Cổ vật của quốc gia này, tội danh có mức án tối đa là 10 năm tù.

## Nhận dạng
Trong một cuộc họp báo vào ngày 26 tháng 10, nhà khảo cổ học Pakistan Ahmad Hasan Dani thuộc Đại học Quaid-e-Azam của Islamabad đã thông báo rằng xác ướp dường như là một công chúa có niên đại khoảng năm 600 trước Công nguyên. Xác ướp được bọc theo phong cách Ai Cập cổ đại và được đặt trong một quan tài bằng gỗ mạ vàng với các hình chạm khắc cuneiform bên trong một viên đá quan tài. Quan tài được chạm khắc một hình faravahar lớn. Trên đỉnh xác ướp phủ một lớp sáp và mật ong, được bao phủ bởi một phiến đá và có một chiếc vương miện vàng trên trán. Một dòng chữ trên tấm rương vàng khẳng định rằng cô là Rhodugune, con gái của vua Xerxes I của Ba Tư và là thành viên của Vương triều Achaemenid.:4
Hasan Dani suy đoán rằng cô ấy có thể là một công chúa Ai Cập kết hôn với một hoàng tử Ba Tư, hoặc con gái của vua Achaemenid Cyrus Đại đế. Tuy nhiên, bởi vì ướp xác chủ yếu là một tập tục của người Ai Cập, họ đã không gặp bất kỳ xác ướp nào ở Ba Tư trước đây.